# Невский завод электрического транспорта имени Ф. А. Пироцкого
Невский завод электрического транспорта имени Ф. А. Пироцкого — обособленное подразделение, производственная площадка ООО «ПК Транспортные системы» в Санкт-Петербурге на базе ОЭВРЗ.

## История
Предприятие начало работу 1 мая 2018 года и располагается на территории Октябрьского электровагоноремонтного завода (ОЭВРЗ). Специализируется на производстве пассажирского электротранспорта — трамваев и троллейбусов.
На Тверском механическом заводе электротранспорта производят тележки для трамваев, кузова собирают в Тверском вагоностроительном заводе. Алюминиевые профили интерьера салона производят «Красноярские машиностроительные компоненты» Окончательная сборка вагона, подключение электросистем и установка дополнительного оборудования производится на Невском заводе электрического транспорта. До этого, полная сборка низкопольных трамваев проводилась на Тверском вагоностроительном заводе (ТВЗ).
В 2020 году Невскому заводу было присвоено имя русского инженера Фёдора Пироцкого, изобретателя электрического трамвая.

## Продукция завода
С 2018 года предприятие производит односекционные трамваи «Львёнок», а также трёхсекционные «Витязь-М». В 2020 году на Невском заводе электротранспорта собрали узкоколейные трамваи «Корсар» для Калининграда и новую разработку — полностью алюминиевый трамвай «Витязь-Ленинград». В 2020–2021 годах для нужд Санкт-Петербурга произвели 13 новых низкопольных трамваев – два трёхсекционной модели «Витязь-М» и 11 двухсекционных «Богатырь-М».
В 2021-2022 годах завод завершил выполнение двухлетнего контракта на поставку 74 трёхсекционных трамваев модели «Витязь-Москва» и 40 односекционных трамваев «Львёнок» для ГУП «Московский метрополитен». В 2022–2023 годах выполнялись условия контрактов на поставку трамваев для Петербурга – 77 двухсекционных трамваев «Богатырь-М» и 61 трёхсекционный «Витязь-М». В течение 2022 года на заводе был произведён 131 трамвай.
В 2023 году на Невском заводе специально для Санкт-Петербурга выпущено 38 двухкабинных трёхсекционных трамваев модели 71-932 «Невский». Согласно заключённым контрактам СПб ГУП «Горэлектротранс» Санкт-Петербурга с начала 2022 года и до конца 2023 года город получит 192 трамвая различных модификаций. В программе развития «Горлектротранса» до 2028 года Петербург получит 596 новых трамваев.
С 2020 года на заводе началась сборка троллейбусов «Адмирал». До конца года заводом поставлено 50 троллейбусов для нужд троллейбусной сети Санкт-Петербурга.
| Изображение | Модель               | Начало производства | Информация |
| ----------- | -------------------- | ------------------- | --- |
|             | 71-911ЕМ «Львёнок»   | 2018                | Односекционный низкопольный трамвай |
|             | 71-931М «Витязь-М»   | 2018                | Низкопольный трёхсекционный двухсторонний трамвай — модернизированная версия трамвайного вагона 71-931 «Витязь». В том числе модификации «Витязь-Москва» и в полностью алюминиевой модификации 71-931АМ «Витязь-Ленинград», отличающаяся изменённой маской кабины. Вагон может быть выполнен как в классическом, так и челночном варианте с двумя кабинами и двусторонним расположением дверей |
|             | 71-921 «Корсар»      | 2020                | Низкопольный трамвайный вагон, предназначенный для узкоколейных путей шириной 1 метр |
|             | 71-923М «Богатырь-М» | 2020                | Низкопольный двухсекционный четырёхосный трамвай — модернизированная версия трамвайного вагона 71-923. С 2022 года выпускается версия с обновлённой комплектацией, добавлен второй кондиционер, пол с подогревом и элементы автопилотирования |
|             | 71-932 «Невский»     | 2022                | Низкопольный трёхсекционный, двухсторонний трамвайный вагон. Отличается применением тягового электрооборудования «Канопус». Специально разработан для Санкт-Петербурга |